# The Naughty Duchess
The Naughty Duchess è un film muto del 1928 scritto e diretto da Tom Terriss. La sceneggiatura firmata dallo stesso regista si basa sul romanzo The Indiscretion of the Duchess; Being a Story Concerning Two Ladies, a Nobleman, and a Necklace di Anthony Hope Hawkins, pubblicato a New York nel 1894.
Prodotto da John M. Stahl con la sua compagnia Tiffany-Stahl Productions, il film uscì nelle sale il 10 ottobre 1928.

## Trama
Mentre il suo treno lascia la Gare du Nord, il duca di St. Maclou vede entrare nello scompartimento una misteriosa dama velata che gli chiede protezione: per difendere il suo onore, la donna gli confessa di aver ucciso il suo assalitore. Un investigatore entra nello scompartimento, alla ricerca della fuggitiva. Il duca, allora, dichiara che la donna che è insieme a lui è sua moglie. Dato che durante il viaggio il detective resta sul treno, St.Maclou è costretto a continuare nella sua commedia. Insieme alla "moglie" Hortense, il duca si reca al castello dove presenta la signora come sua moglie. Per non dover però passare la notte insieme, i due inscenano un falso litigio che dà loro la scusa di andare a dormire in camere separate. Il giorno seguente, il detective si presenta al castello ma la sua richiesta rassicura il duca: l'uomo vuole solo che Hortense si presenti come testimone in una causa civile. Hortense è autorizzata a restare sotto la custodia del duca che ormai ha deciso di prenderla con sé e di farne la sua duchessa.

## Produzione
Il film fu prodotto dalla Tiffany-Stahl Productions.

## Distribuzione
Venne distribuito nelle sale USA il 10 ottobre 1928. Uscì anche in Australia dove venne proiettato per la prima volta ad Adelaide il 5 febbraio 1930. In Portogallo, prese il titolo di Divina Mentira, presentato in sala il 27 marzo 1930.